# Nămoloasa, Galați
Nămoloasa (în trecut, Nămoloasa-Târg) este satul de reședință al comunei cu același nume din județul Galați, Moldova, România.
Localitatea a luat ființă în 1818, fiind înființată de logofătul Costache Conachi, în urma hrisovului primit de la domnitorul Mihail Suțu.